# Nibe Bredning
Nibe Bredning er en bredning i  Limfjorden, ved Nibe, med Gjøl Bredning mod nord. Det består af lavvandede grunde og øer, hvor de største er Vår Holm og Klosterholm, og der findes nogle af de største
ålegræsbevoksninger i de danske farvande, som giver føde store fugleflokke i træktiderne. Området er en international betydningsfuld fuglelokalitet, og er  fuglebeskyttelsesområde og også habitatområde under Natura 2000-område 15 Nibe Bredning, Halkær Ådal og Sønderup Ådal . Det  har  været udlagt som forsøgsreservat der gav øget viden om trækkende vandfugles krav til rastepladsen, og hvor det blev bevist at forstyrrende aktiviteter i området havde stor betydning for, hvor fuglene ville slå sig ned.. Mod syd ligger Sebbersund og Halkær Bredning.

## Eksterne kilder og henvisninger
1. ↑  "Vandognatur.dk". Arkiveret fra originalen 31. maj 2011. Hentet 25. marts 2011.
2. ↑  "Nibe og Gjøl Bredninger Vildtreservat" (PDF). Arkiveret fra originalen (PDF) 14. juli 2014. Hentet 1. juli 2014.

- Nibe Bredning

|  | Denne artikel om lokaliteten Nibe Bredning kan blive bedre, hvis der indsættes et (bedre) billede. Du kan hjælpe ved at afsøge Wikimedia Commons for et passende billede eller lægge et op på Wikimedia Commons med en af de tilladte licenser og indsætte det i artiklen. |

56°59′31.68″N 9°35′57.49″Ø / 56.9921333°N 9.5993028°Ø